# Tales of the Vikings
Tales of the Vikings est une série télévisée américaine en 39 épisodes de 30 minutes en noir et blanc, diffusée en syndication entre le 6 septembre 1959 et le 2 juin 1960 par  United Artists Television.
C'est une série dérivée du film Les Vikings de Richard Fleischer, dans lequel joue Kirk Douglas, qui est produite par la maison de production de ce dernier, Bryna Productions (en). Tournée elle aussi en Europe, la série réutilise décors, accessoires et costumes du film.
Parmi les acteurs qui ont joué dans un épisode, on peut citer John Crawford, Christopher Lee ou Patrick McGoohan. Par ailleurs, Ryan O'Neal, alors étudiant à Munich, y fait ses débuts à l'écran en tant qu'apprenti cascadeur.
La série n'est pas inédite dans les pays francophones. Elle est passée sur Télé-Luxembourg sous le titre Les Vikings.

## Synopsis
Située pendant l'Âge des Vikings, la série met en scène leur expansion au travers des aventures d'un chef et de ses deux fils.

## Distribution
- Jerome Courtland : Leif Erikson
- Buddy Baer : Haldar, homme d'équipage de Leif
- Walter Barnes (en) : Finn, frère de Leif
- Stefan Schnabel : Erik le Rouge, père de Leif
- Ingeborg Schöner : Astrid, fille du roi Thorvald